# Touch Me (All Night Long)
„Touch Me (All Night Long)“ (původně jako „Tuch Me (All Night Long)“) je píseň americké zpěvačky Fonda Rae a její skupinou Wish, která byla vydána jako singl v roce 1984. Skladba byla také použita ve filmu Noční můra v Elm Street 2: Freddyho pomsta.
Upravenou a přepracovanou verzi písně vydala v roce 1991 jako singl britská zpěvačka Cathy Dennis, přičemž ji zařadila i na své debutové album Move to This pod názvem „All Night Long (Touch Me)“. Singl se dostal na druhou příčku v americkém žebříčku Billboard Hot 100 a na páté místo v britském UK Singles Chart.